# Baye Djiby Fall
Baye Djiby Fall (Thiès, 20 aprile 1985) è un allenatore di calcio ed ex calciatore senegalese, di ruolo attaccante, tecnico della Génération Foot.

## Carriera

### Club
Fall iniziò la carriera nel Vitré, club francese. Nel 2006 passò al Randers e debuttò nella Superliga il 19 luglio dello stesso anno, quando subentrò a Todor Jančev nella sconfitta per cinque a zero in casa del Nordsjælland. Il 6 agosto segnò la prima rete in Danimarca, nel pareggio per uno a uno contro l'Odense.
Nel 2007 si trasferì negli Emirati Arabi Uniti, per giocare con l'Al-Ain. A gennaio 2008 tornò però in Danimarca, stavolta all'Odense: esordì il 15 marzo dello stesso anno nella sfida contro l'Aalborg, mentre il 2 aprile siglò una tripletta ai danni del Lyngby. Nella prima stagione realizzò 7 reti in 13 presenze e alla fine dell'anno fu nominato miglior giocatore del campionato.
Il 13 marzo 2009 fu reso noto il suo passaggio alla Lokomotiv Mosca. Nel 2010, il Molde confermò l'accordo per l'arrivo del calciatore in prestito, con un'opzione per l'acquisto definitivo. Fu considerato il sostituto di Mame Biram Diouf. Fall debuttò il 14 marzo, nella sconfitta casalinga per due a uno contro il Rosenborg. Il 12 aprile segnò il primo gol per la nuova squadra, nella sconfitta in trasferta per due a uno contro il Vålerenga. Vinse la classifica marcatori nella Tippeligaen 2010.
Nel 2011, tornò alla Lokomotiv Mosca per fine prestito.
Il 30 gennaio 2012 lascia definitivamente il campionato russo per trasferirsi ai belgi del Lokeren.

### Nazionale
Fall collezionò le prime due apparizioni per il Senegal nel 2009.

## Palmarès

### Club
- Coppa del Belgio: 1

2011-2012

### Individuale
- Capocannoniere del campionato norvegese: 1

2010 (16 gol)